# ماندانا کریمی
منیژه کریمی (زادهٔ ۲۹ اردیبهشت ۱۳۶۷ در تهران) که بیشتر با نام هنری‌اش ماندانا کریمی شناخته می‌شود، هنرپیشه و مدل ایرانی‌ ساکن هند است. وی پس‌از چند پروژه موفق مدلینگ که در سرتاسر جهان داشت، در سال ۲۰۱۵ به عنوان بازیگر در بالیوود ظاهر شد. او همچنین در فیلم چقدر باحال هستیم ۳ بازی کرده‌است.

## زندگی
کریمی در یک خانواده در تهران متولد شد. پدر او، رضا کریمی و مادر او، صبا کریمی، ایرانی هستند.

کریمی که بزرگ شدهٔ تهران است در یکی از مصاحبه‌های خود می‌گوید:
«من در یک خانواده سنتی مسلمان به دنیا آمدم، در کودکی بسیار آرام و خجالتی بودم و در رشته هنر تحصیل می‌کردم.»

وی همچنین دربارهٔ نحوهٔ ورودش به هند می‌گوید:
«من چندین بار برای گذراندن تعطیلات به هند سفر کرده‌ بودم. همچنین وقتی به مدلینگ مشغول شدم، پیشنهادهایی از هند دریافت کردم اما هرگز علاقه‌ای به این کار نداشتم.»

## فیلم‌شناسی

### سینما
| سال  | عنوان              | نقش         | زبان                | توضیحات            |
| ---- | ------------------ | ----------- | ------------------- | ------------------ |
| ۲۰۱۵ | ب مثبت             | رقاص        |                     |                    |
| ۲۰۱۵ | روی                | آنیتا       | هندی                |                    |
| ۲۰۱۵ | فرار کن جانی       | راشل دِکاستا | هندی                |                    |
| ۲۰۱۵ | اور چارلز اصلی     | لیز         | هندی                |                    |
| ۲۰۱۶ | چقدر باحال هستیم ۳ | شالو        | هندی                |                    |
| ۲۰۱۶ | شوان‌زانگ           | ملکه هارشا  | چینی ماندارین، هندی |                    |
| ۲۰۲۲ | سار                | شریل        | انگلیسی             | فیلم تولید نتفلیکس |

### تلویزیون
| سال       | عنوان           | نقش               | توضیحات                                |
| --------- | --------------- | ----------------- | -------------------------------------- |
| ۲۰۱۶–۲۰۱۵ | رئیس بزرگ ۹     | شرکت‌کننده (مبارز) | نایب قهرمان                            |
| ۲۰۱۶      | رئیس بزرگ ۱۰    | خودش              | حضور مهمان                             |
| ۲۰۱۶      | شب‌های کمدی زنده | خودش              | حضور مهمان                             |
| ۲۰۱۸      | عشق‌باز          | نانسی مالهورتا    |                                        |
| ۲۰۲۲      | لاک آپ          | شرکت‌کننده         | در روز ۲۳ وارد شد و در روز ۴۹ اخراج شد |

### سریال اینترنتی
| سال  | عنوان  | نقش        | توضیحات |
| ---- | ------ | ---------- | ------- |
| ۲۰۲۲ | کازینو | رهنا چودری |         |